# Hristos cărând crucea (pictură de Leonardo da Vinci)
Hristos cărând crucea este o pictură realizată în jurul anului 1500.  Pictura i-a fost atribuită lui Gian-Francesco de Maineri de către Sotheby și lui Leonardo de către deținătorul operei. Luca Brugnara, proprietarul operei, a dat 500.000 de $ pe ea într-o vânzare privată. „Cred că acest lucru este 100% realizat de Da Vinci. Dacă cineva poate să-mi spună că acest lucru nu este un Da Vinci, bine, dar nimeni nu a mi-a spus încă” afirmă Luca.